# 白線光顎鱸
白線光腭鱸又稱白線光頜鮨、白線鱠為輻鰭魚綱鱸形目鱸亞目鮨科的其中一個種。

## 分布
本魚廣泛分布於印度太平洋區，包括東非、紅海、日本、台灣、印尼、菲律賓、費尼克斯群島、新幾內亞、馬紹爾群島等海域。

## 深度
水深1至40公尺。

## 特徵
本魚體側有3條白色之縱線，即眼下一條，側線上方及下方各一條。上頜骨末端延伸至瞳孔之後緣下方；上下頜不具犬狀齒；下頜後方具2-3列細小齒；腭骨無齒。胸鰭呈長狹形，胸鰭硬棘6枚，軟條14至16枚，臀鰭硬棘3枚，軟條8至9枚，腹鰭腹位。體呈灰褐色，上佈滿深褐色之斑點。體被細小櫛鱗；側線鱗孔數61至72枚，縱列鱗數106至125枚。頭部細長，尾鰭後緣呈圓弧形。體長可達40公分。

## 生態
本魚身體上之色彩會有所變異，棲息在珊瑚礁海域或岩石水域，為肉食性之魚類，主要以其他魚類、甲殼類等為食物。大多獨游，很少有群集。

## 經濟利用
食用魚，適合清蒸或紅燒。